# Thysanoprymna cepiana
Thysanoprymna cepiana là một loài bướm đêm thuộc phân họ Arctiinae, họ Erebidae.